# Najstarsze lokacje miast w Polsce na prawie niemieckim
Lokacje na prawie niemieckim, polegające na organizacji i zabudowie miast nowego typu, to najbardziej charakterystyczne i najważniejsze zjawisko w historii gospodarczej i społecznej ziem polskich XIII wieku.
Inicjatywa lokacyjna należała do władcy (księcia zwierzchniego, króla) oraz rycerzy i duchowieństwa. Pierwszej lokacji dokonał w 1211 r. książę śląski Henryk Brodaty udzielając Złotoryi przywileju korzystania z prawa nadanego w 1188 r. mieszczanom magdeburskim.
Poniższa lista przedstawia najstarsze miasta Polski pod względem prawnym, czyli roku uzyskania przez nie praw miejskich.

## Miasta lokowane w XIII w. w księstwach piastowskich i na Pomorzu Gdańskim
W XIII w. lokowano w księstwach rządzonych przez dynastów piastowskich oraz na Pomorzu Gdańskim 230 miast. Na Śląsku 128 (101 lokacji książęcych, 21 kościelnych, 6 rycerskich), w Wielkopolsce 38 (24 lokacje książęce, 6 kościelnych, 8 rycerskich), w Małopolsce 29 (11 lokacji książęcych, 17 kościelnych, 1 rycerska), w ziemiach łęczyckiej i sieradzkiej 17 (13 lokacji książęcych, 4 kościelne), na Kujawach i w ziemi dobrzyńskiej 9 (5 lokacji książęcych, 4 kościelne), na Pomorzu Gdańskim 5 (4 lokacje książęce, 1 kościelna) i na Mazowszu 4 (2 lokacje książęce i 2 kościelne)
- przed 1211 – Złotoryja[a][6]
- przed 1214 – Wrocław[b][7]
- przed 1217 – Lwówek Śląski[8], Opole[c][9], Racibórz[d][10]
- 1217 – Leśnica[5]
- 1221 – Sobótka[11]
- 1223 – Cieszyn[e][f][12], Nysa[g][13], Środa Śląska[h][5][14], Ujazd[15]
- 1225 – Biała[5]
- przed 1226 – Krosno Odrzańskie[i][5][16]
- przed 1228 – Świebodzice[5]
- przed 1231 – Śródka[5]
- 1231 – Strzelno[j][17]
- przed 1232 Głuchołazy[k][5][18]
- 1233 – Nowogrodziec[l][19]
- 1234 – Oława[m][20]
- ok. 1235 - Toszek[21]
- 1237 – Płock[22]
- 1237/1238 – Inowrocław[n][23]
- 1239 – Dobrzyń nad Wisłą[potrzebny przypis][24], Iłża[25]
- 1241–1244 Koziniec[o][26]
- 1242 – Strzegom[p][27]
- przed 1243 Sandomierz[5]
- 1243 – Gniezno[q][28]
- 1244 – Sulęcin[r][29], Kłobuck (?)[s][30]
- 1245 – Milicz[t][31], Człopa[32]
- przed 1248 – Międzyrzecz[u][33]
- 1249 – Lubiąż[v][34], Namysłów[w][35]
- 1250 – Brzeg[36], Brześć Kujawski[x][37], Grodków[y][38], Lewin Brzeski[z][39], Trzebnica[aa][40],
- 1251 – Bolesławiec[ab][41], Chełmża[ac][42], Kostrzyn[43]
- 1252 – Cerekwica[ad][40], Radziejów[ae][44], Wiązów[af][40], Zawonia[ag][45].
- 1253 – Bochnia[ah][46], Głogów[47], Kluczbork[ai][40], Oleśnica[48], Poznań[aj][49], Śrem[ak][50], Przyłęk[al][am][26][51], Ziębice[an][52], Żmigród[ao][40]
- 1254 – Bytom[53], Paczków[ap][54]
- przed 1255 Legnica[aq][55]
- 1255 – Kłecko[ar][56], Sieradz[as][57], Warta[at][58], Włocławek[potrzebny przypis][59]
- 1257 – Biecz[60], Kraków[au][61][62][63][64][65][66][67], Pobiedziska[potrzebny przypis][68], Pyzdry[43], Wodzisław Śląski[av][69]
- 1259 – Ścinawa[70]
- 1260 – Mysłowice[71], Pyskowice[potrzebny przypis][72], Szprotawa[73], Tczew[potrzebny przypis][74], Żagań[aw][73],
- przed 1261 – Wleń[75][ax]
- 1261 – Wołczyn[ay][40]
- 1262 – Czeladź[76], Kcynia[potrzebny przypis]
- 1263 – Wrocław-Nowe Miasto[az][40]
- 1264 – Połaniec[77], Skaryszew[78]
- 1265 – Krzanowice[79]
- 1266 – Bierutów[ba][80], Dzierżoniów[bb][81], Radomsko[82]
- 1267 – Łęczyca[83], Skała[84], Świdnica[bc][85]
- przed 1268 – Kalisz[bd][86][87]
- 1268 – Byczyna[be][88], Gniewkowo[89], Grodków[bf][90], Koprzywnica[bg][91]
- 1270 – Woźniki[92]
- 1271 – Jędrzejów[93], Skorogoszcz[94]
- przed 1272 - Rozprza[95]
- 1272 – Oświęcim[96], Żory[97]
- 1273 – Wolbórz[98], Wschowa[bh][99], Stary Sącz[100]
- 1275 – Głubczyce[101], Jawor[bi][102], Krapkowice[103] Olesno[bj][104]
- 1276 – Bolków[bk][105], Gliwice[bl][106], Pajęczno[107], Mikołów[108], Siewierz[109]
- 1277 – Kęty[110]
- 1278 – Gostyń[111], Wojnicz[bm][112]
- 1279 – Nowe Brzesko[113], Prudnik[114], Świebodzice[bn][115]
- 1280 – Przemków[116], Rogoźno[117]
- 1282 – Niemcza[bo][118], Opatów[119], Wieluń[120]
- przed 1283 – Koźmin Wielkopolski[121][122], Jarocin[43]
- 1283 – Kępno[123], Niemodlin[bp][124], Ostrzeszów[bq][125], Pleszew[126], Żerków[127]
- przed 1284 – Żnin[43]
- 1285 – Głogówek[br][128], Wołów[bs][129]
- przed 1286 – Strzelce Krajeńskie[130]
- 1286 – Sławków[131]
- 1287 – Busko-Zdrój[132], Gorzędziej[133], Prusice[bt][134], Ząbkowice Śląskie[bu][135]
- przed 1288 – Zgierz[136]
- 1288 – Chojnów[bv][137], Jelenia Góra[bw][138]
- 1289 – Kościan[139], Koźle[bx][140],
- przed 1290 – Krobia[141]
- 1290 – Miechów[142], Góra[by][143], Słupca[144], Strzelce Opolskie[145], Uniejów[146], Wąsosz[bz][143], Wieliczka[147] Czaplinek[148]
- 1291 – Lubomierz[ca][149], Piotrków Trybunalski[150], Polkowice[cb][143]
- 1292 – Kamienna Góra[151], Lubawka[152], Nowy Sącz[153], Strzelin[154], Zator[cc][155]
- 1293 – Konin[156], Twardogóra[143]
- 1294 – Gorzów Śląski[157]
- 1295 – Janowiec Wielkopolski[158], Lubin[cd][159], Nowe Miasteczko[ce][143], Skwierzyna[160], Szadek[cf][161], Świerzawa[cg][162]
- przed 1296 – Sulejów[163], Nowogród Bobrzański[potrzebny przypis]
- 1296 – Baborów[164]
- 1298 – Łowicz[165]
- przed 1299 – Kąty Wrocławskie[ch][166]
- 1299 – Nakło nad Notecią[167], Olkusz[168]
- 1300 – Bardo[ci][169], Lubliniec[170], Sulechów[cj][143], Warszawa[171]

## Miasta lokowane w XIII w. znajdujące się obecnie w Polsce
- 1233 – Chełmno[ck][172], Toruń[cl][173]
- przed 1234 – Banie[potrzebny przypis][cm][174]
- 1234–1239 – Radzyń Chełmiński[175]
- 1235 – Gubin[176],Kwidzyn[cn][177]
- 1243 – Stargard[178], Szczecin[co][179]
- 1246 – Elbląg[cp][180]
- 1253–1255 – Zawidów[cq][181]
- 1254 – Braniewo[cr][182], Gryfino[cs][183]
- 1255 – Chojna[potrzebny przypis][184], Kołobrzeg[ct][185]
- 1257 – Gorzów Wielkopolski[potrzebny przypis][186]
- 1260 – Dąbie[cu][187], Police[188], Żary[189]
- 1262 – Gryfice[190]
- 1263 – Pyrzyce[191]
- 1264 – Toruń – Nowe Miasto[cv]
- 1265 – Słupsk[192]
- 1266 – Koszalin[193]
- 1268 – Goleniów[194], Lubań[cw][195], Sulików[cx][196]
- 1270 – Myślibórz[197]
- 1274 – Kamień Pomorski[198]
- 1275 – Kłodzko[cy][199], Kowalewo Pomorskie[200], Łobez[201]
- 1277 – Płoty[202], Trzebiatów[203]
- 1278 – Barlinek[204], Maszewo[205], Wolin[206]
- 1281 – Trzcińsko-Zdrój[207]
- 1283 – Lubsko[208]
- 1284 – Choszczno[209]
- 1286 – Malbork[210]
- 1288 – Resko[211]
- 1290 – Pełczyce[212]
- 1291 – Grudziądz[213]
- 1293 – Kisielice[214]
- 1295 – Nowe Warpno[cz][215]
- 1296 – Świdwin[216]
- 1297 – Drawsko Pomorskie[217], Pasłęk[218]
- 1298 – Brodnica[da][219]
- 1299 – Białogard[220]